# Miroslav Bochenek
Miroslav Bochenek (* 15. června 1929) byl československý politik Komunistické strany Československa, ústřední tajemník Svazu československo-sovětského přátelství a poslanec Sněmovny lidu Federálního shromáždění za normalizace.

## Biografie
V letech 1973-1984 působil jako vedoucí odboru vnější propagandy a zástupce vedoucího oddělení propagandy a agitace Ústředního výboru KSČ. XVII. sjezd KSČ ho zvolil za kandidáta Ústředního výboru KSČ. V roce 1979 získal Řád práce. Od roku 1984 zastával post ústředního tajemníka Svazu československo-sovětského přátelství.
Ve volbách roku 1986 zasedl za KSČ do Sněmovny lidu (volební obvod č. 144 - Galanta, Západoslovenský kraj). Ačkoliv byl české národnosti byl zvolen na Slovensku. Ve Federálním shromáždění setrval do ledna 1990, kdy rezignoval na svůj post v rámci procesu kooptací do Federálního shromáždění po sametové revoluci.